# 伊索異齒䲁
伊索異齒䲁（學名：Ecsenius isos），又稱伊索無鬚䲁，為輻鰭魚綱鳚形目䲁科異齒䲁屬的一種，分布於中西太平洋新喀里多尼亞極萬那杜海域，深度1至20公尺，本魚體延長，稍側扁，似圓柱狀；頭鈍短。前鼻孔具一鼻鬚；無眼上鬚及頸鬚，後犬齒，兩側各一個，側線無垂直孔對，雌雄頭部腹外側表面均有一對暗斑，胸鰭腋處有一個深色、稍微擴散的斑點，側線通常稍微向後延伸，背鰭硬棘12枚、背鰭軟條14-15枚、臀鰭硬棘2枚、臀鰭軟條16-17枚，體長可達3.2公分，棲息在水淺的珊瑚礁及岩礁，雌魚產附著性卵，雄魚有護卵行為，幼魚為浮游性，生活習性不明。